# Mur-de-Sologne
Mur-de-Sologne is een gemeente in het Franse departement Loir-et-Cher in de regio Centre-Val de Loire. De plaats maakt deel uit van het arrondissement Romorantin-Lanthenay. Mur-de-Sologne telde op 1 januari 2022 1.518 inwoners.

## Geografie
De oppervlakte van Mur-de-Sologne bedroeg op 1 januari 2022 50,5 vierkante kilometer; de bevolkingsdichtheid was toen 30,1 inwoners per km².
De onderstaande kaart toont de ligging van Mur-de-Sologne met de belangrijkste infrastructuur en aangrenzende gemeenten.

## Demografie
Onderstaande figuur toont het verloop van het inwonertal (bron: INSEE-tellingen).